# Asteroide tipo O
Asteroides tipo O são um tipo de asteroides raros que têm espectros semelhante ao incomum asteroide 3628 Boznemcova, que o melhor reflete de meteorito condrito. O espectro de absorção desta população de asteroides têm um pico em torno de 0,75 μm.